# Madilu System
Jean de Dieu Makiese (28 de mayo de 1952 - 11 de agosto de 2007), conocido popularmente como Madilu System, fue un cantante y compositor de rumba congoleño, nacido en Leopoldville, Congo Belga, lo que hoy se conoce como Kinshasa, República Democrática del Congo (RDC). Fue miembro de la banda seminal T.P.O.K. Jazz que dominó la escena congoleña desde 1960 hasta 1980. 

## Biografía
Comenzando como un adolescente en 1969, Madilu cantó con "Orchestre Symba", "Orchestre Bambula", encabezada por Papa Noel, y con "Festival des Maquisards", dirigida por Sam Mangwana. Madilu luego formó su propia banda conocida como "Orchestre Bakuba Mayopi".
Sin embargo, no fue hasta que Madilu se asoció con Franco Luambo, que se convirtió en una estrella congoleña e internacional. Franco es quien lo apodó Madilu System, un nombre que se quedó. El primer éxito de Madilu con T.P.O.K. Jazz fue "Mamou (Tu Vois)", que se convirtió en un éxito en 1984. A eso siguió la propia composición de Madilu para la banda, "Pesa Position". Luego vinieron "Mario" y "Reponse de Mario" en 1985 y quizás el mejor de los duetos de Franco-Madilu, "La Vie des Hommes" en 1986.
Tras la muerte de Franco, T.P.O.K. Jazz dejó de hacer música por un año. Luego, el grupo se reunió nuevamente con Madilu como uno de los líderes. En los años que siguieron, fue un participante clave en varias de las reuniones de la banda, tanto en el escenario como en el estudio. Madilu pasó a establecer una carrera solista lucrativa. Fundó en 1995, su grupo, Tout Puissant Multi System. Trasladó su residencia a París, Francia y luego a Ginebra, Suiza, mientras mantenía una gran base de admiradores en su ciudad natal de Kinshasa.
Fue invitado en 2005 al cumpleaños del expresidente gabonés Omar Bongo.
A principios de agosto de 2007, Madilu viajó a Kinshasa para grabar videos de sus nuevas canciones. Se derrumbó el viernes 10 de agosto de 2007. Fue llevado al Hospital Universitario de Kinshasa, donde murió a la mañana siguiente, el sábado 11 de agosto de 2007.

## Discografía
- Sans commentaire (1993)
- Album 95 (1995)
- L'Eau (1998)
- Pouvoir (1999)
- Bonheur (2001)
- Le Tenant du titre (2004)
- La Bonne Humeur (2007)
- Dernière Volonté - album CD+DVD (2008)

- Datos: Q1397846